# Fotiní Váki
Fotiní Váki (en grec moderne : Φωτεινή Βάκη), née le 16 juillet 1971 à Athènes, est une femme politique grecque.

## Biographie
Aux élections législatives grecques de janvier 2015, elle est élue députée au Parlement grec sur la liste de la SYRIZA dans la circonscription de Corfou.